# Lysyčans'k
Lysyčans'k (in ucraino Лисичанськ?; in russo Лисичанск?, Lisičansk) è una città ucraina (93 340 abitanti) nel distretto di Sjevjerodonec'k, nell'oblast' di Luhans'k. Ospita l'amministraziione della comunità territoriale di Lysyčans'k, una delle comunità territoriali dell'Ucraina.
Fino al 18 luglio 2020 Lysyčans'k costituiva una città di rilevanza regionale e non apparteneva a nessun distretto. Come parte della riforma amministrativa dell'Ucraina, che ridusse a otto il numero di distretti dell'oblast' di Luhans'k, la città fu integrata nel distretto di Sjevjerodonec'k
Dal 2022 è occupata dalle truppe russe.

## Geografia
La città sorge sulla riva destra del Sivers'kyj Donec', 8 km a sud-ovest di Sjevjerodonec'k.

## Storia
In passato ha avuto anche le seguenti denominazioni: Lis'ja Balka (in russo Лисья Балка?), Tret'ja Rota (in russo Третья Рота?), Verchnee (in russo Верхнее?) e Proletarsk (in russo Пролетарск?).
La città è stata fondata nel 1710.
Il 3 luglio 2022, durante l'invasione russa dell'Ucraina del 2022, le truppe ucraine hanno avuto l'ordine di ritirarsi dalla città, cedendola così in mano all'esercito russo dopo la caduta della vicina Sjevjerodonec'k dopo una sanguinosa battaglia.

## Società
| Madrelingua | 2001 (%) |
| ----------- | -------- |
| Russo       | 60,4     |
| Ucraino     | 38,8     |

## Economia
L'economia della città si basa principalmente sull'industria estrattiva, legata in particolare alla presenza di cinque miniere di carbone.